# Sinfonia n. 25 (Haydn)
La Sinfonia n. 25 in Do maggiore, Hoboken I/25, di Joseph Haydn fu probabilmente composta nel 1763, quasi contestualmente alla No. 33. 
Questo lavoro è stato concepito per un'orchestra di 2 oboi, 2 corni, archi e basso continuo, e, a dispetto della maggior parte delle sinfonie in Do maggiore di Haydn, non sono presenti trombe e timpani. La sinfonia consta di quattro movimenti:
1. Adagio, 4/4
2. Allegro molto, 2/4
3. Minuetto - Trio, 3/4
4. Presto, 2/4

Peculiarità rara per quanto riguarda le sinfonie di Haydn, questo lavoro non presenta un movimento lento.